# Liste der Baudenkmale in Oamaru
Die Liste der Baudenkmale in Oamaru umfasst alle vom New Zealand Historic Places Trust (NZHPT) als „Historic Place“ oder „Historic Area“ eingestuften Baudenkmale und Flächendenkmale der neuseeländischen Ortschaft Oamaru. Die Angaben stammen aus dem Register des NZHPT. Die Bezeichnungen der Baudenkmale orientieren sich an diesem Register. In die Liste werden auch bekannte Wahi Tapu (Area), kulturell und religiös bedeutsame Stätten und Gebiete der Māori, aufgenommen. Sie werden jedoch meist nicht publiziert.

| Bild                         | Bezeichnung                                                                         | Ort    | Anschrift                                                        | Beschreibung | Bauzeit                  | Eintrag            | Nummer | Kat. |
| ---------------------------- | ----------------------------------------------------------------------------------- | ------ | ---------------------------------------------------------------- | --- | ------------------------ | ------------------ | ------ | ---- |
| weitere Bilder               | AMP Society Building                                                                | Oamaru | Itchen Street, Tees Street Karte                                 | Bürogebäude für die Australian Mutual Provident Society im viktorianischen Stil, ehemaliges                                                                                         | 1886                     | 2. Juli 1987       | 2278   | 1    |
| weitere Bilder               | Bank of New South Wales                                                             | Oamaru | 9 Thames Street Karte                                            | Bankfiliale der Bank of New South Wales, ehemalige | 1884                     | 2. Juli 1987       | 0355   | 1    |
| weitere Bilder               | Criterion Hotel                                                                     | Oamaru | 3–5 Tyne Street und Harbour Street Karte                         | Hotel im viktorianischen Stil | 1877                     | 2. Juli 1987       | 4689   | 1    |
| weitere Bilder               | Custom House                                                                        | Oamaru | 29 Tyne Street und Wansbeck Street, South Hill Karte             | Zollhaus im viktorianischen Stil, ehemaliges | n.a.                     | 2. Juli 1987       | 3461   | 1    |
| weitere Bilder               | National Bank                                                                       | Oamaru | 11 Thames Street Karte                                           | Bankfiliale, ehemalige | 1871                     | 2. Juli 1981       | 0363   | 1    |
| BW                           | Oamaru Courthouse                                                                   | Oamaru | 86-88 Thames Street Karte                                        | Gerichtsgebäude, ehemaliges | 1882–1883                | 2. Juli 1982       | 0353   | 1    |
| weitere Bilder               | Oamaru Harbour Board Office                                                         | Oamaru | 2 Harbour Street Karte                                           | ehem. Sitz der Hafenbehörde | 1876                     | 2. Juli 1982       | 4381   | 1    |
| weitere Bilder               | Oamaru Post Office                                                                  | Oamaru | 20 Thames Street Karte                                           | Postamt, ehemaliges; Nachfolgebau von Eintrag Nr. 4686, heute Sitz der Distriktverwaltung                                                                                           | 1884                     | 28. Juni 1990      | 2294   | 1    |
| weitere Bilder               | Oamaru Post Office (1864)                                                           | Oamaru | 12 Thames Street Karte                                           | Postamt, ehemaliges; Vorgängerbau von Eintrag Nr. 2294, heute Gastronomiebetrieb | 1864                     | 27. Juli 1988      | 4686   | 1    |
| weitere Bilder               | St Patricks Basilica                                                                | Oamaru | 64 Reed Street Karte                                             | Kirche | 1894                     | 2. April 2004      | 0058   | 1    |
| BW                           | Pen-y-Bryn                                                                          | Oamaru | 41 Towey Street Karte                                            | Wohnanwesen | 1889 (ab)                | 14. Februar 1991   | 0356   | 1    |
| weitere Bilder               | Waitaki Boys High School (extended façade: rectory, old school, classroom building) | Oamaru | 10 Waitaki Avenue, Eveline Karte                                 | Fassade einer Schule | 1883                     | 26. November 1981  | 0358   | 1    |
| weitere Bilder               | St Paul's Church                                                                    | Oamaru | 5 Coquet Street Karte                                            | Kirche, presbyterianische | 1876                     | 7. April 1983      | 2300   | 1    |
| weitere Bilder               | Thames Street Bridge                                                                | Oamaru | Thames Street Karte                                              | steinerne Bogenbrücke | 1861                     | 13. Dezember 1990  | 2305   | 1    |
| weitere Bilder               | Union Bank of Australia Building                                                    | Oamaru | 14 Tyne Street Karte                                             | Bankfiliale, ehemalige | 1878                     | 2. Juli 1987       | 2306   | 1    |
| BW                           | Waitaki Boys' High School Hall of Memories                                          | Oamaru | 10 Waitaki Avenue Karte                                          | Gedenkhalle einer Schule | 1927                     | 2. Juli 1987       | 2309   | 1    |
| weitere Bilder               | Star and Garter Hotel                                                               | Oamaru | Itchen Street Karte                                              | Hotel, ehemaliges | 1866–1869                | 22. August 1991    | 3219   | 1    |
| weitere Bilder               | St Luke's Anglican Church                                                           | Oamaru | Tees Street und Itchen Street Karte                              | Kirche, anglikanische | 1865–1866                | 26. November 1987  | 4365   | 1    |
| weitere Bilder               | Smith's Grain Store                                                                 | Oamaru | 9 Tyne Street Karte                                              | Getreidelager, ehemaliges | 1882                     | 2. Juli 1987       | 4380   | 1    |
| weitere Bilder               | AH Maude’s Stores                                                                   | Oamaru | Harbour Street 4a und 4b Karte                                   | Getreidelager im viktorianischen Stil, ehemaliges | 1875–1876                | 2. Juli 1982       | 4691   | 2    |
| weitere Bilder               | Anderson and Co. Flour and Grain Merchants Store                                    | Oamaru | 10 Harbour Street Karte                                          | Lagerhaus, ehemaliges | 1881                     | 25. September 1986 | 4627   | 2    |
| weitere Bilder               | Band Rotunda                                                                        | Oamaru | Severn Street, Oamaru Public Gardens Karte                       | Konzertpavillon | 1915                     | 24. Februar 1994   | 7154   | 2    |
| weitere Bilder               | Bee and Brother's Store                                                             | Oamaru | 1 Itchen Street, Tyne Street Karte                               | Lagerhaus | 1872                     | 25. September 1986 | 4693   | 2    |
| weitere Bilder               | Boer War Memorial                                                                   | Oamaru | Thames Street Karte                                              | Denkmal für den Zweiten Burenkrieg | 1905                     | 2. Juli 1982       | 2273   | 2    |
| BW                           | Centennial Memorial Rest Rooms                                                      | Oamaru | 1, 1a Severn Street Karte                                        | Bau mit öffentlicher Damentoilette, Räumlichkeiten der Hilfsorganisation Plunket und einer Lounge der North Otago Early Settlers' Association                                       | 1940                     | 2. Juli 1987       | 2284   | 2    |
| weitere Bilder               | Columba Presbyterian Church                                                         | Oamaru | 33 Wansbeck Street Karte                                         | Kirche, presbyterianische | 1883                     | 19. April 1996     | 7313   | 2    |
| weitere Bilder               | Connell and Clowes' Store                                                           | Oamaru | 1 Tyne Street und Harbour Street Karte                           | Lagerhaus für Wolle, ehemaliges | 1881                     | 25. September 1986 | 2283   | 2    |
| weitere Bilder               | Craig Fountain                                                                      | Oamaru | Severn Street, Oamaru Public Gardens Karte                       | Springbrunnen | 1912                     | 24. Februar 1994   | 7151   | 2    |
| weitere Bilder               | Darling McDavell Limited, Stock and Station Agents                                  | Oamaru | 11 Tyne Street Karte                                             | Lagergebäude im viktorianischen Stil, ehemaliges | 1889                     | 2. Juli 1982       | 2275   | 2    |
| weitere Bilder               | Display House                                                                       | Oamaru | Severn St, Oamaru Public Gardens Karte                           | Gewächshaus | 1928                     | 24. April 1994     | 7153   | 2    |
| weitere Bilder               | Elderslie Gazebo                                                                    | Oamaru | Severn Street, Oamaru Public Gardens                             | Gartenpavillon | 1860 (ca.)               | 24. Februar 1994   | 7150   | 2    |
| weitere Bilder               | Exchange Chambers                                                                   | Oamaru | 13 Tyne Street Karte                                             | Bürogebäude in viktorianischem Stil | 1875                     | 2. Juli 1982       | 2276   | 2    |
| weitere Bilder               | Finch & Co Wine Merchants Building                                                  | Oamaru | 6–8 Tyne Street Karte                                            | Lagerhaus | 1867                     | 25. November 1986  | 2280   | 2    |
| BW                           | Fitzgerald House                                                                    | Oamaru | 33 Coquet Street Karte                                           | Ehemaliges Arztwohnhaus | 1885                     | 2. Juli 1982       | 2277   | 2    |
| weitere Bilder               | Freezing Works                                                                      | Oamaru | Beach Street Karte                                               | Kühlhaus für Schaffleisch, ehemaliges | 1885                     | 7. April 1983      | 3217   | 2    |
| BW                           | Hassell's Windmill                                                                  | Oamaru | 5 Stour Street Karte                                             | Überreste einer Windmühle | 1886                     | 16. April 1990     | 7314   | 2    |
| BW                           | House                                                                               | Oamaru | 24 Reed Street Karte                                             | Wohnhaus | 1901                     | 2. Juli 1982       | 3221   | 2    |
| BW                           | House (David Miller)                                                                | Oamaru | 42 Foyle Street Karte                                            | Wohnhaus | 1876                     | 2. Juli 1982       | 2282   | 2    |
| weitere Bilder               | J. G. Fletts Bookstore/Royal Alfred Lodge                                           | Oamaru | 19 Itchen Street Karte                                           | Ehemaliger Buchladen und Freimaurerloge | 1873                     | 25. September 1986 | 4628   | 2    |
| weitere Bilder               | Japanese Red Bridge                                                                 | Oamaru | Severn Street, Oamaru Public Gardens Karte                       | Gartenbrücke im japanischen Stil | 1929                     | 24. Februar 1994   | 7152   | 2    |
| BW                           | Junction Hotel                                                                      | Oamaru | 62 Wansbeck Street und Towey Street Karte                        | Hotelgebäude | 1870er (Mitte)           | 9. Dezember 2005   | 7638   | 2    |
| weitere Bilder               | Meek's Flourmill                                                                    | Oamaru | 1 Meek Street Karte                                              | ehemalige Getreidemühle | 1878                     | 7. April 1983      | 2285   | 2    |
| weitere Bilder               | Meeks Grain Elevator Building                                                       | Oamaru | Tyne Street und Itchen Street Karte                              | ehemaliges Getreidelager, heute Sitz einer Organisation, die sich mit Steam Punk beschäftigt                                                                                        | 1883                     | 25. September 1986 | 4881   | 2    |
| weitere Bilder               | Meek’s Grain Store                                                                  | Oamaru | 6 Harbour Street Karte                                           | Getreidelager im viktorianischen Stil, ehemaliges | 1876                     | 2. Juli 1987       | 2288   | 2    |
| BW                           | Meldrum Bakehouse                                                                   | Oamaru | 25 Usk Street Karte                                              | Bäckerei, ehemalige |                          | 7. April 1983      | 3218   | 2    |
| BW                           | Oamaru Grammar School                                                               | Oamaru | Severn Street Karte                                              | Schulgebäude | 1875                     | 2. Juli 1982       | 2287   | 2    |
| weitere Bilder               | Municipal Chambers and Opera House                                                  | Oamaru | 96 Thames Street Karte                                           | Verwaltungsbau und Opernhaus | 1907                     | 13. Dezember 1986  | 7356   | 2    |
| weitere Bilder               | Neill Brothers' Store                                                               | Oamaru | 12 Harbour Street Karte                                          | Lagerhaus, ehemaliges | 1882                     | 25. September 1986 | 4647   | 2    |
| weitere Bilder               | New Zealand Loan and Mercantile Company Warehouse                                   | Oamaru | 14 Harbour Street und Wansbeck Street Karte                      | Lagerhaus, ehemaliges; Teil der Harbour/Tyne Street Historic Area (Eintrag 7064) | 1882                     | 22. November 1984  | 354    | 1    |
| weitere Bilder               | Oamaru Athenaeum and Mechanics Institute                                            | Oamaru | 58-60 Thames Street und Steward Street Karte                     | Bibliothek und höhere Bildungseinrichtung, ehemalige | 1882                     | 7. April 1982      | 2272   | 2    |
| weitere Bilder               | Oamaru Harbour Breakwater                                                           | Oamaru | Oamaru, Hafen Karte                                              | Wellenbrecher des Hafens Oamaru | 1872                     | 25. November 1986  | 4882   | 2    |
| BW                           | Oamaru Mail Office                                                                  | Oamaru | 16 Tyne Street Karte                                             | Büro einer Zeitung, ehemaliges | 1884                     | 25. September 1986 | 3365   | 2    |
| weitere Bilder               | Oamaru Police Station and lockup                                                    | Oamaru | 16 Severn Street Karte                                           | Polizeistation und Arrestzellen | 1919                     | 2. Juli 1982       | 2293   | 2    |
| weitere Bilder               | Oamaru Railway Station                                                              | Oamaru | Humber Street Karte                                              | Bahnhofsgebäude | 1900                     | 7. April 1983      | 2295   | 2    |
| weitere Bilder               | Old Northern Hotel                                                                  | Oamaru | Wansbeck Street und Tyne Street Karte                            | ehem. Hotel | 1880                     | 2. Juli 1982       | 2292   | 2    |
| weitere Bilder               | Bank of New Zealand Building (Former)                                               | Oamaru | Itchen Street und Thames Street Karte                            | Bankfiliale, ehemalige. Heute touristisches Besucherzentrum von Oamaru. | 1878                     | 2. Juli 1989       | 2279   | 2    |
| weitere Bilder               | T.H. Brown's Store (Former)                                                         | Oamaru | 25 Tyne Street Karte                                             | Lagerhaus | 1876                     | 25. September 1986 | 2289   | 2    |
| BW                           | Redcastle, St Kevins College Admin Building                                         | Oamaru | 57 Taward Street Karte                                           | Verwaltungsbau eines College | 1903                     | 2. Juli 1982       | 2296   | 2    |
| BW                           | Roman Catholic Presbytery                                                           | Oamaru | 68 Reed Street Karte                                             | Pfarrei | 1905                     | 2. Juli 1982       | 2297   | 2    |
| BW                           | St Kevin's College Dormitory (Formerly Stables)                                     | Oamaru | 57 Taward Street Karte (ungenau)                                 | Internat, früher Stall | 1907                     | 2. Juli 1982       | 2298   | 2    |
| weitere Bilder               | Rosary Convent & Chapel (Former)                                                    | Oamaru | 70-74 Reed St & Torridge Street Karte                            | Konvent und Kapelle, ehemalige | 1900                     | 2. Juli 1982       | 2301   | 2    |
| BW                           | Severn Street Triple Stone Terraces                                                 | Oamaru | Severn Street Karte                                              | Terrassen mit 3 Steinmauern | n.a.                     | 2. Juli 1982       | 2303   | 2    |
| weitere Bilder               | Union Offices (Former)                                                              | Oamaru | 7 Tyne Street Karte                                              | Bürogebäude | 1877                     | 2. Juli 1982       | 2307   | 2    |
| BW                           | Waitaki Boys' High School Junior School Building                                    | Oamaru | 10 Waitaki Avenue Karte                                          | Schulgebäude | 1925                     | 2. Juli 1982       | 2308   | 2    |
| weitere Bilder               | Waitaki County Council Chambers                                                     | Oamaru | 100 Thames Street Karte                                          | Verwaltungsgebäude | 1882                     | 2. Juli 1982       | 2311   | 2    |
| weitere Bilder               | Waitaki Girls High School Building                                                  | Oamaru | 276 Thames Street und Ouse Street Karte                          | Schule | 1928                     | 2. Juli 1982       | 2312   | 2    |
| BW                           | Waterwheel (part Phoenix Flourmill)                                                 | Oamaru | Old Mill Road Karte (ungenau)                                    | Wasserrad | 1878                     | 7. April 1983      | 2313   | 2    |
| weitere Bilder               | World War One Memorial                                                              | Oamaru | Thames Street Karte                                              | Denkmal für den Ersten Weltkrieg | 1924–1926                | 2. Juli 1982       | 2316   | 2    |
| weitere Bilder               | Totara Estate                                                                       | Oamaru | Alma-Maheno Road (State Highway 1), Totara Centennial Park Karte | Komplex mehrerer Farmgebäude | 1868 (ab)                | 28. Juni 2012      | 7066   | 1    |
| BW                           | Totara Estate Homestead                                                             | Oamaru | Alma-Maheno Road 583 (SH 1), Totara Estate Centennial Park Karte | Wohnhaus | 1867–1868                | 7. April 1983      | 2434   | 2    |
| BW                           | Scottish Hall                                                                       | Oamaru | 10 Tyne Street Karte                                             | Lagerhaus, später Clubhaus | 1864                     | 2. Juli 1982       | 3224   | 2    |
| BW                           | Woollen Mill                                                                        | Oamaru | Weaver Street Karte                                              | Textilfabrik | n.a.                     | 7. April 1983      | 3225   | 2    |
| weitere Bilder               | T.H. Brown's Auction Market (Former)                                                | Oamaru | 17 Tyne Street Karte                                             | Auktionshalle | 1883                     | 22. September 1986 | 4687   | 2    |
| weitere Bilder               | Terrace of Shops                                                                    | Oamaru | 5, 7 & 11 Wansbeck Street Karte                                  | Läden | 1979                     | 25. September 1986 | 4688   | 2    |
| weitere Bilder               | Shrimski's Sale Rooms (Former)                                                      | Oamaru | 1 Itchen Street Karte                                            | Laden | 1867–1873                | 25. September 1986 | 4692   | 2    |
| weitere Bilder               | Townsend’s Store (Former)                                                           | Oamaru | 23 Tyne Street Karte                                             | Geschäfts- und Wohnhaus | 1875                     | 25. September 1986 | 4694   | 2    |
| BW                           | Star & Garter Stables (Former)                                                      | Oamaru | Itchen Street Karte                                              | Stallungen im Hof des Star & Garter Hotel (Nr. 3219) | 1861                     | 25. September 1986 | 4880   | 2    |
| weitere Bilder               | St Luke's Vicarage                                                                  | Oamaru | 1 Wharfe Street Karte                                            | Pfarrei | 1909                     | 25. September 1986 | 4884   | 2    |
| weitere Bilder               | Sumpter's Grain Store (Former)                                                      | Oamaru | 8 Harbour Street Karte                                           | Getreidelager, ehemaliges | 1878                     | 22. September 1986 | 4885   | 2    |
| weitere Bilder               | Wonderland Statue                                                                   | Oamaru | Severn Street, Oamaru Public Gardens Karte (ungenau)             | Bronzestatue zum Thema Peter Pan | 1925                     | 24. Februar 1994   | 7149   | 2    |
| weitere Bilder               | Queen's Hotel (Former)                                                              | Oamaru | 115 Thames Street und Wear Street Karte                          | Hotel, ehemaliges | 1881                     | 31. Oktober 2012   | 5373   | 2    |
| weitere Bilder               | Harbour/Tyne Street Historic Area                                                   | Oamaru | Harbour Street, Tyne Street Karte                                | Gebiet der Harbour Street und Tyne Street am ehemals bedeutenden Seehafen von Oamaru, Ensemble zahlreicher vorwiegend aus Oamaru Stone im viktorianischen Stil errichteter Gebäude. | 19. Jh. (Mitte bis Ende) | 16. Dezember 1994  | 7064   | HA   |
| Oamaru Harbour Historic Area | Oamaru Harbour Historic Area                                                        | Oamaru | Harbour Street/Tyne Street Karte                                 | Gebiet des ehemals bedeutenden Seehafens Oamaru | n.a.                     | 2. April 2004      | 7536   | HA   |